# Efteling
Efteling (hol. De Efteling) je zabavni park i rekreativni kompleks u Kachuvelu, u holandskoj provinciji Severni Brabant. Pored zabavnog parka, Svet Eftelinga obuhvata pozorište, dva hotela, igralište za golf, dva odmarališta i jedno odmaralište za bolesnu decu. To je najveći zabavni park na teritoriji zemalja Beneluksa u pogledu broja posetilaca i površine. Zvanično je otvoren 31. maja 1952. godine.

## Istorija
Efteling je najpre bio sportski kompleks otvoren 1935. godine pod imenom R.K. Sport en Vandelpark. Na ideju su došli pastor De Klejn i kapelan Ritra. Godinu dana kasnije su dodali i igralište a u godinama koje su usledile se sportski centar sve više razvijao za izložbu De Shun 1949. godine koja je bila jedna od najznačajnijih polaznih tačaka u istoriji Eftelinga.
Rejnir van der Hejden, Peter Rejnders i Anton Pik su 1950. godine osnovali fondaciju Prirodni park Eftelinga (hol. Stichting Natuurpark de Efteling) s ciljem poboljšanja telesnog razvoja i rekreacije stanovnika Loun op Zanda, kao i povećanja turističkog prometa.
Дана 31. maja 1952. godine je otvorena Šuma bajki sa deset bajki među kojima su Uspavana lepotica i Snežana i sedam patuljaka. U narednim godinama su dodavali sve više atrakcija u Šumu bajki a Hole Bole Hejs, kanta za smeće u obliku lika iz pesme, stekao je svetsku slavu. Efteling je 1972. godine dobio nagradu “Zlatna jabuka” za dizajn, originalnost i rekreativnu funkciju. Pošto nisu hteli da park bude samo Šuma bajki, 1978. godine su otvorili Spoukslot, ukelu kuću, 1981. godine i rolekoster Piton koji je već prvog dana bio popularan i druge atrakcije. U julu i augustu 1984. godine se pojavio Letnji cirkus Veliki Efteling kao posebna atrakcija. Takođe ove godine je zabavni park primio svog 50-milionitog posetioca. 1992. godine je Efteling slavio 40 godina postojanja izložbom o Antonu Piku. Ove godine je otvoren hotel Efteling i zabavni park je dobio nagradu “Aplauz”. Sledeće godine je otvoreno igralište za golf sa 18 rupa. 1999. godine je Efteling podeljen na četiri područja: Marerejk, Rejzenrejk, Reuhrejk i Anderejk, Zimski Efteling se ove godine prvi put održao. 50 godina postojanja se slavilo 2002. godine a dve godine kasnije se otvorio muzej Eftelinga i priča Devojčica sa šibicama je bila dodata kolekciji kao 25. bajka. Hans Kristijan Andersen je bio glavna tema 2005. godine u zabavnom parku zbog toga što je te godine prošlo 200 godina od njegovog rođenja. Tri godine kasnije Efteling je pokrenuo svoju radio stanicu Efteling Radio. Krajem 2009. godine se otvorilo prvo odmaralište - Efteling Bosrejk a od 2010. su vrata zabavnog parka otvorena cele godine. Prvi doček nove godine u Eftelingu se slavio na 60. godišnjicu, 2012. godine. Baron 1898 je ime rolekostera koji ima slobodni pad i on je otvoren 1. jula 2015. godine. Naredne godine je Pinokio dodat u Šumu bajki, 2017. se slavilo 65 godina od otvaranja Eftelinga otvaranjem još jednog odmarališta, Efteling Lounse Land i jedne od najskupljih i najvećih atrakcija- Simbolike, Palate fantazija.

## Svet Eftelinga
Efteling se sastoji od više delova, on nije samo zabavni park koji je isto podeljen na različita područja. Ceo kompleks obuhvata dva hotela (Efteling Hotel i Efteling Lounse Land), pozorište (Efteling Teater), dva odmarališta (Efteling Bosrejk i Efteling Lounse Land), igralište za golf (Golfklub Efteling), odmaralište za bolesnu decu (Vila Pardus) i prirodni park (Het Lounse Land).

### Zabavni park Efteling
Zabavni park pokriva površinu od 72 hektara i sastoji se od pet tematskih područja od kojih svako područje je dizajnirano prema drugoj temi: Marerejk, Anderejk, Rejzenrejk, Reuhrejk i Fantasirejk. Ova područja se nalaze oko palate Fantazija koja se nalazi u sredini parka.

#### Fantasirejk
Fantasirejk ili područje fantazija je zasnovana na Pardusovom svetu, holandskoj seriji. Ovo područje se nalazi kod glavnog ulaza a najbitnije delovi su Simbolika i palačinkarnica Poles Keuken. Ovde se takođe održavaju parade i priredbe.

#### Marerejk
Marerejk predstavlja najprivlačnije tematsko područje, puno je klasičnih bajki i uglavnom je usmereno na malu decu. Ovde se nalaze Trg Antona Pika, Muzej Efteling, Šuma bajki i druge atrakcije.

#### Anderejk
Ovo područje je podeljeno na manje delove i kategorizovano je prema zemljama kao što su Meksiko, Švajcarska i Srednji istok. Atrakcije koje se nalaze u ovoj oblasti su rolekoster sa slobodnim padom Pirana, ukleta kuća Spoukslot i Fata Morgana koja je osnovana na pričama iz Hiljadu i jedne noći. 

#### Rejzenrejk
Rejzenrejk je sličan Anderejku. Tu se nalaze dva restorana koji gleda na pogledom na jezero sa Gondoletom gde se posetioci voze malim brodovima. U početku je ova oblast bila test za Fata Morganu ali se pokazala dovoljno uspešnom da nastavi da postoji. 

#### Reuhrejk
U ovom području se nalaze najspektakularnije atrakcije. Napravljeno je na osnovu raznih narodnih priča i ima u velikoj meri morsku temu. Najpoznatije atrakcije su rolekosteri, obični i vodeni, Piton, Joris en de Drak, De Flihende Holander i Baron 1898. 

## Spoljašnje veze
- Efteling
- De Vijf Zintuigen